# Arrondissement du Raincy
L'arrondissement du Raincy est une division administrative française, située dans le département de la Seine-Saint-Denis et la région Île-de-France.

## Composition

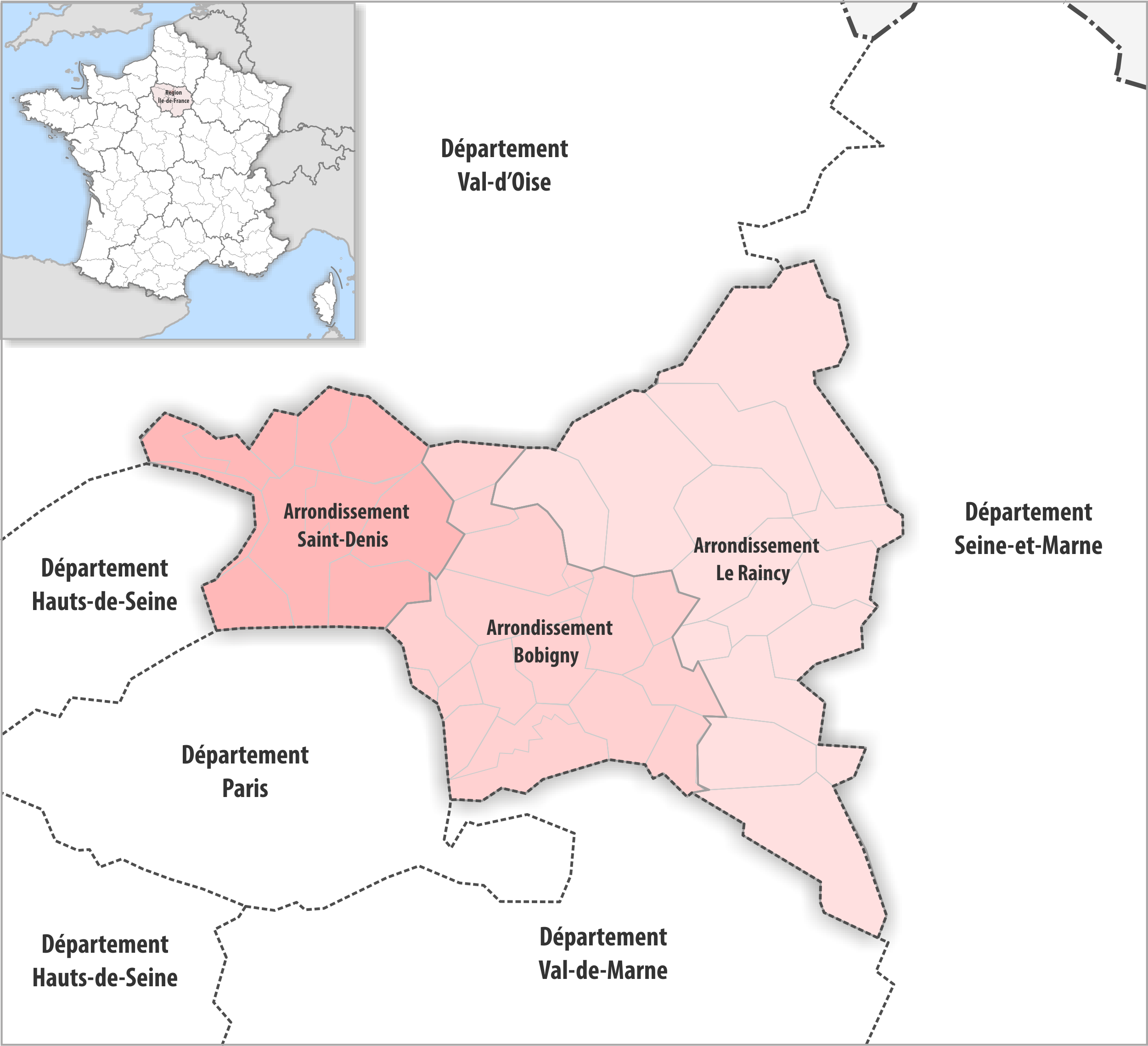
Arrondissements entre 1993 et 2016
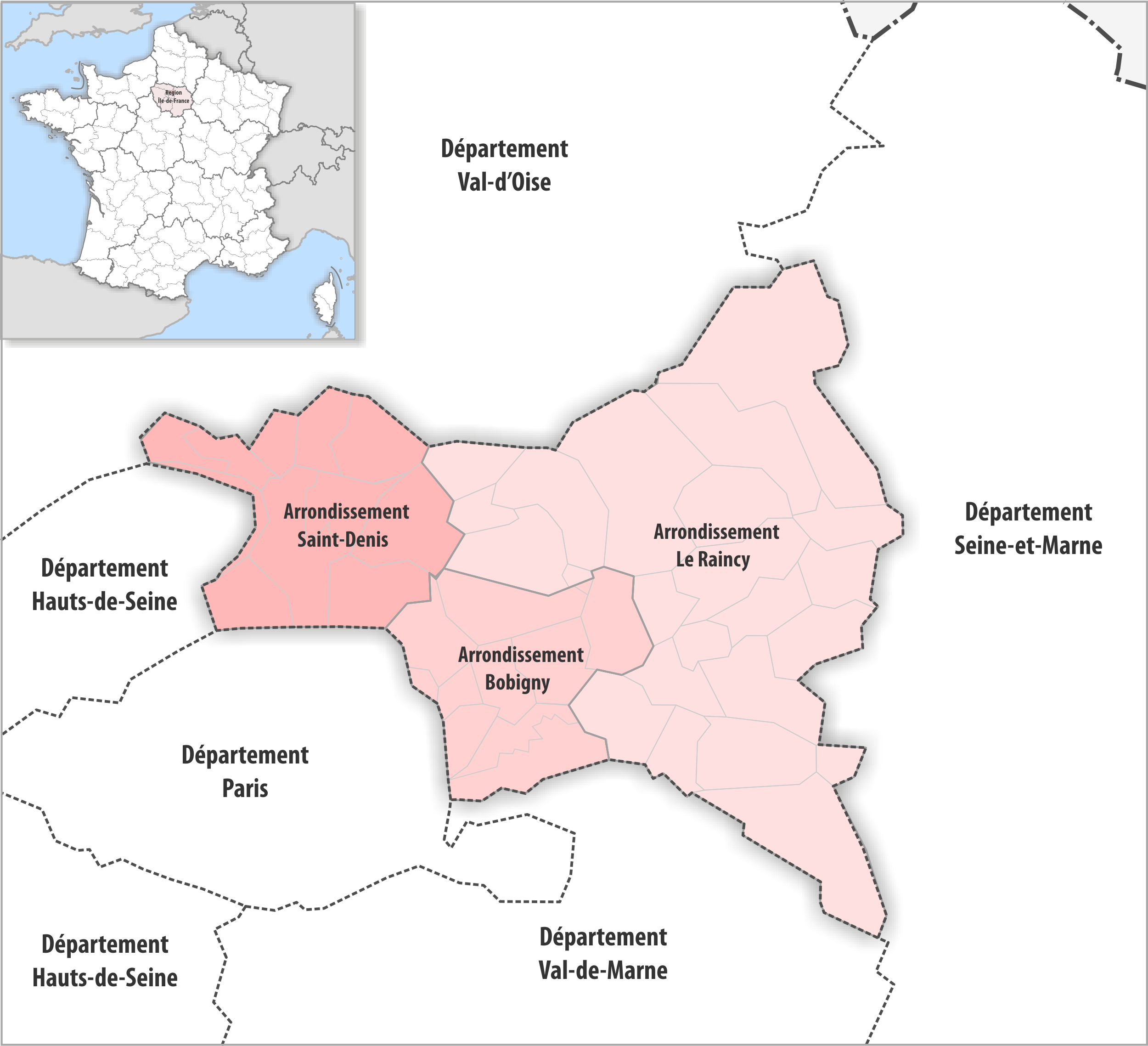
Arrondissements depuis 2017

### Composition jusqu'en 2016

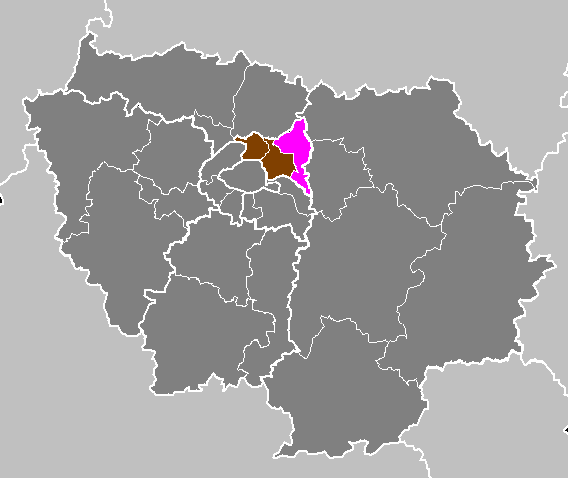
Localisation de l'arrondissement avant 2015.

L'arrondissement regroupait les communes issues de l'ancien département de Seine-et-Oise lors de la création du département en 1968.
Les communes issues de l'ancien département de la Seine formèrent, elles, l'arrondissement de Bobigny.
L'arrondissement comportait 16 communes jusqu'au 31 décembre 2016.
- Le Raincy
- Aulnay-sous-Bois
- Le Blanc-Mesnil
- Clichy-sous-Bois
- Coubron
- Gagny
- Gournay-sur-Marne
- Livry-Gargan
- Montfermeil
- Neuilly-sur-Marne
- Neuilly-Plaisance
- Noisy-le-Grand
- Sevran
- Tremblay-en-France
- Vaujours
- Villepinte

### Composition au1erjanvier 2017
À compter du 1er janvier 2017, l'arrondissement passe de 16 à 22 communes afin de regrouper les périmètres des EPT de Paris Terres d'Envol et de Grand Paris - Grand Est,.
Au 1er janvier 2024, l'arrondissement groupe les 22 communes suivantes :
1. Aulnay-sous-Bois
2. Le Blanc-Mesnil
3. Le Bourget
4. Clichy-sous-Bois
5. Coubron
6. Drancy
7. Dugny
8. Gagny
9. Gournay-sur-Marne
10. Livry-Gargan
11. Montfermeil
12. Neuilly-Plaisance
13. Neuilly-sur-Marne
14. Noisy-le-Grand
15. Les Pavillons-sous-Bois
16. Le Raincy
17. Rosny-sous-Bois
18. Sevran
19. Tremblay-en-France
20. Vaujours
21. Villemomble
22. Villepinte

## Démographie
En 2022, l'arrondissement comptait 786 876 habitants.
| 1968    | 1975    | 1982    | 1990    | 1999    | 2006    | 2011    | 2016    | 2021    |
| ------- | ------- | ------- | ------- | ------- | ------- | ------- | ------- | ------- |
| 356 778 | 422 402 | 448 778 | 497 268 | 506 374 | 535 156 | 540 809 | 755 392 | 777 460 |

| 2022    | - | - | - | - | - | - | - | - |
| ------- | - | - | - | - | - | - | - | - |
| 786 876 | - | - | - | - | - | - | - | - |

## Sous-préfets
| Période          | Période          | Identité            | Fonction précédente                                                            | Observation                                                                                      |
| ---------------- | ---------------- | ------------------- | ------------------------------------------------------------------------------ | ------------------------------------------------------------------------------------------------ |
| 31 janvier 1963  | 18 décembre 1967 | Pierre Dupuy        | Sous-préfet de Philippeville                                                   | Nommé préfet du Territoire de Belfort                                                            |
| 8 mars 1968      | 14 juin 1973     | Paul Feuilloley     | Sous-préfet de Mayenne                                                         | Nommé préfet de Lot-et-Garonne                                                                   |
| 7 septembre 1973 | 12 février 1975  | Raymond Heim        | Sous-préfet de Bayonne                                                         | Nommé préfet des Hautes-Alpes                                                                    |
| 4 avril 1975     | 1er mai 1976     | Hubert Blanc        | Directeur de cabinet du Ministre du Commerce et de l'artisanat Vincent Ansquer | Détaché en qualité de chef du service d'information et de diffusion                              |
|                  |                  |                     |                                                                                |                                                                                                  |
|                  | 24 juin 1993     | Jean-Pierre Lacave  |                                                                                | Nommé préfet adjoint pour la sécurité auprès des préfets de la Corse-du-Sud et de la Haute-Corse |
| 25 août 1993     |                  | Joël Tixier         | Secrétaire général de la préfecture de la Loire                                |                                                                                                  |
| 24 mai 1996      | 19 janvier 2000  | Michel Lalande      | Administrateur civil hors classe                                               | Nommé secrétaire général de la préfecture du Rhône                                               |
| 25 janvier 2000  | 21 décembre 2000 | Jean-François Pagès | Sous-préfet de Bayonne                                                         |                                                                                                  |
|                  |                  |                     |                                                                                |                                                                                                  |
|                  | 31 janvier 2006  | François Dumuis     |                                                                                | Nommé secrétaire général de la préfecture de la Seine-Saint-Denis                                |
| 31 janvier 2006  | 14 juillet 2010  | Philippe Piraux     | Secrétaire général de la préfecture des Alpes-Maritimes                        |                                                                                                  |
| 14 juillet 2010  | 3 octobre 2014   | Thierry Queffelec   |                                                                                |                                                                                                  |
| 3 octobre 2014   | 21 novembre 2016 | Alain Bucquet       |                                                                                | Nommé préfet délégué pour l'égalité des chances auprès de la préfète de l'Essonne                |
| 29 décembre 2016 | En cours         | Patrick Lapouze     | Secrétaire général de la préfecture de l'Isère                                 |                                                                                                  |